# Айзенман, Алексей Семёнович
Алексе́й Семёнович Айзенма́н (3 сентября 1918, Москва — 1993, Москва) — советский живописец, пейзажист, график, педагог.

## Биография
Родился в 1918 году в Москве в семье присяжного поверенного Семёна Борисовича Айзенмана (1879—1953) и художницы Ольги Александровны Бари (1879—1954). Внук инженера и предпринимателя Александра Вениаминовича Бари. Первые уроки живописи получил от матери, ученицы Л. О. Пастернака. В 1933—1938 годах учился на отделении станковой живописи в Московском художественном училище памяти 1905 года, в классе Н. П. Крымова. Занимался также в студии П. В. Кузнецова.
С 1954 года — участник выставок Союза художников СССР.
С 1961 года — член Московского Союза художников и Союза художников СССР.
Сочетал художественную работу с преподавательской деятельностью на факультете изобразительного искусства в Заочном народном университете искусств им. Н. К. Крупской (1960—1993).
Умер в 1993 году в Москве.

## Творчество
Главная линия творчества Айзенмана — московский городской пейзаж, писавшийся художником как с натуры, так и по памяти, в жанре свободной импровизации. Работы 1970-х годов написаны темперой («В районе Арбата», «На Садовом кольце», «У Кировских ворот» и др.), более поздние работы, в основном, маслом («Улица Горького», «В московском дворе», «Зубовская площадь», «Новороссийск» и др.). Большое внимание уделял световым нюансам пейзажей.
Работы А. С. Айзенмана находятся в коллекциях Государственного музея изобразительных искусств Республики Татарстан, Новосибирского государственного художественного музея, в частных собраниях России, Великобритании, Швейцарии, Франции, Голландии.
Работы художника посмертно выставляются на выставках, посвящённых Москве.

## Персональные выставки
- 1971 — выставочный зал Союза художников СССР (Москва, Ермолаевский переулок)
- 1980 — выставочный зал Союза художников СССР (Москва, улица Вавилова)
- 1994 — галерея «Ковчег» (посмертно)
- 1994 — выставочный зал журнала «Наше наследие» (посмертно)[10][4][8]